# Sinner Get Ready
Sinner Get Ready (2021) è il quarto album in studio di Lingua Ignota.

## Tracce
Testi e musiche di Kristin Hayter.
1. The Order of Spiritual Virgins – 9:10
2. I Who Bend the Tall Grasses – 6:28
3. Many Hands – 5:15
4. Pennsylvania Furnace – 5:46
5. Repent Now Confess Now – 5:22
6. The Sacred Linament of Judgement – 5:34
7. Perpetual Flame of Centralia – 5:34
8. Man Is Like a Spring Flower – 7:16
9. The Solitary Brethren of Ephrata – 5:11